# St. Cloud State University
Die St. Cloud State University ist eine Universität in St. Cloud, Minnesota. Mit 17.000 Studenten ist es die zweitgrößte Hochschule in Minnesota und gehört zum Minnesota State Colleges and Universities System.

## Geschichte
Im Jahre 1869 wurde die St. Cloud Normal School gegründet, welche zunächst Lehrer für Grundschulen und später auch für Highschools ausbildete. 1921 wurde sie in das St. Cloud State Teachers College umgewandelt. 1957 wurde die Hochschule zum St. Cloud State College und 1975 schließlich zur St. Cloud State University.
Heute bieten fünf Fakultäten mehr als 200 Undergraduate-Programme und 40 Graduate-Programme an. Derzeit sind etwa 17.000 Studenten eingeschrieben, die sich in etwa 15.200 Undergraduate-Studenten und zirka 1800 Graduate-Studenten gliedern. Insgesamt kommen rund 1100 Studenten aus dem Ausland.

## Sport
Die Sportteams der Universität heißen Huskies und treten in der Northern Sun Intercollegiate Conference innerhalb der NCAA Division II an. Eine Ausnahme stellen die Eishockeyteams dar, welche in der Western Collegiate Hockey Association (Division I) vertreten sind. Die Männermannschaft trägt ihre Heimspiele im Herb Brooks National Hockey Center aus. Die Farben sind kardinalrot und schwarz, das Maskottchen heißt Blizzard.

## Bekannte Absolventen
Zahlreiche Sportler schafften es von der St. Cloud State University in eine Profiliga. Insbesondere im Eishockey konnten Erfolge erzielt werden. Zu den Spielern, die später in der NHL spielten, gehören Tyler Arnason, Frank Brimsek, Dennis Cholowski, Matt Cullen, Nic Dowd, Jeff Finger, Mark Hartigan, Bret Hedican, Matt Hendricks, Nick Jensen, Blake Lizotte, Ryan Malone, Andreas Nödl, Mark Parrish, Joe Motzko.
Weitere bekannte Personen, welche die Hochschule besuchten, sind Richard Dean Anderson (Schauspieler), Leo Kottke (Musiker) und Nicole Linkletter (Gewinnern bei America’s Next Top Model).